# Irina Sudakowa
Irina Siergiejewna Sudakowa, ros. Ирина Сергеевна Судакова (ur. 5 września 1982) – rosyjska szachistka, arcymistrzyni od 2004 roku.

## Kariera szachowa
Wielokrotnie startowała w finałach mistrzostw Rosji juniorek w różnych kategoriach wiekowych, była również reprezentantką kraju na mistrzostwach Europy juniorek do 18 lat w 2000 r. w Grecji. W 2002 r. podzieliła I m. (wspólnie z Olgą Stiażkiną) w mistrzostwach Petersburga. Wszystkie trzy normy na tytuł arcymistrzyni wypełniła w 2003 r., podczas turniejów rozegranych na wyspie Krk oraz we Włodzimierzu nad Klaźmą (memoriał Jelizawiety Bykowej, I  m.) i w Petersburgu. W 2004 r. zajęła II m. (za Moniką Grabics) w Rijece, natomiast w 2005 r. podzieliła II m. (za Natalią Zdebską, wspólnie z Tatjaną Szumiakiną i Mariją Komiaginą) w memoriale Ludmiły Rudienko w Petersburgu oraz zajęła III m. (za Natalią Pogoniną i Elisabeth Pähtz) w kolejnym memoriale Jelizawiety Bykowej. W 2006 r. zwyciężyła w otwartym turnieju w Bošnjaci oraz zajęła II m. (za Iriną Wasiljewicz) w Njivicach. W 2006 i 2007 r. dwukrotnie zwyciężyła w Rijece.
Najwyższy ranking w karierze osiągnęła 1 października 2006 r., z wynikiem 2392 punktów dzieliła wówczas 67-69. miejsce na światowej liście FIDE, jednocześnie dzieląc 13-14. miejsce wśród rosyjskich szachistek.